# Tomislav Grozaj
Tomislav Grozaj (* 7. August 1985 in Zagreb, Jugoslawien) ist ein ehemaliger kroatischer Eishockeyspieler, der zuletzt bis 2015 beim KHL Zagreb in der kroatischen Eishockeyliga unter Vertrag stand. Er war zudem auch Inlinehockeynationalspieler seines Landes.

## Karriere

### Klubs
Tomislav Grozaj begann seine Karriere als Eishockeyspieler in seiner Heimatstadt beim KHL Zagreb, den er als 15-Jähriger verließ, um die nächsten fünf Jahre in tschechischen Nachwuchsligen zu spielen. In seinem letzten Juniorenjahr spielte er dabei für den früheren Europapokal- und Spengler-Cup-Sieger HC Kometa Brno. 2005 kehrte zu seinem Stammverein zurück, für den er sowohl in der kroatischen, als auch in der slowenischen Liga spielte. In Slowenien war er 2006 Torschützenkönig und Topscorer der Liga. 2007 wechselte er zum Lokalrivalen KHL Mladost Zagreb, mit dem er 2008 sowohl die Pannonische Liga, als auch die kroatische Meisterschaft gewann. Von 2009 bis 2011 spielte er zudem in der Slohokej Liga. 2011 wechselte er erneut zum KHL Zagreb, für den er bis 2015 wieder in der kroatischen Liga spielte.

### International
Für Kroatien nahm Grozaj im Juniorenbereich an den Division II der U18-Weltmeisterschaft 2003 sowie den U20-Weltmeisterschaften 2003 in der Division I und 2004 und 2005 in der Division II teil.
Im Seniorenbereich stand er im Aufgebot seines Landes bei den Division-I-Turnieren der Weltmeisterschaften 2003, 2006, 2008, 2009 und 2010 sowie den Turnieren der Division II der Weltmeisterschaften 2004, 2005, als er als Torschützenkönig des Turniers maßgeblich zum Aufstieg der Kroaten in die Division I beitrug, 2007 und 2011. Zudem vertrat er seine Farben beim Qualifikationsturnier für die Olympischen Winterspiele in Vancouver 2010.

### Inlinehockey
Grozaj spielte neben Eishockey auch Inlinehockey und gehörte auch dort zum Nationalkader Kroatiens, mit dem er an der IIHF Inlinehockey-Weltmeisterschaft 2013 in Dresden in der Division I startete und dabei mit neun Treffern Torschützenkönig des Turniers wurde.

## Erfolge und Auszeichnungen

### Eishockey
- 2005 Aufstieg in die Division I bei der Weltmeisterschaft der Division II, Gruppe A
- 2005 Torschützenkönig bei der Weltmeisterschaft der Division II, Gruppe A
- 2006 Torschützenkönig und Topscorer der slowenischen Eishockeyliga
- 2007 Aufstieg in die Division I bei der Weltmeisterschaft der Division II, Gruppe B
- 2008 Kroatischer Meister mit dem KHL Mladost Zagreb
- 2008 Gewinn der Pannonischen Liga mit dem KHL Mladost Zagreb

### Inlinehockey
- 2013 Torschützenkönig bei der Inlinehockey-Weltmeisterschaft der Division I

## Slohokej-Statistik
Stand: Ende der Saison 2013/14